# NGC 2136
NGC 2136 је расејано звездано јато у сазвежђу Златна риба које се налази на NGC листи објеката дубоког неба.
Деклинација објекта је - 69° 29' 33" а ректасцензија 5h 52m 58,5s. Привидна величина (магнитуда) објекта NGC 2136 износи 10,5. NGC 2136 је још познат и под ознакама ESO 57-SC48.